# Новоандреевский сельский совет
Новоандреевский сельский совет (укр. Новоандріївська сільська рада, крымскотат. Qaşıq Degirmen köy şurası) — административно-территориальная единица в Симферопольском районе АР Крым Украины, ранее до 1991 года — в составе Крымской области УССР в СССР, до 1954 года — в составе Крымской области РСФСР в СССР, до 1945 года — в составе Крымской АССР РСФСР в СССР.
Образован сельсовет в 1920-е годы: основанное в 1923 году село Новоандреевка по состоянию на 1926 год уже числилось центром Новоандреевского сельсовета. Затем село вошло в состав Амурского сельсовета: на 15 июня 1960 года оно уже числилось в его составе. В период с 1965 по 1968 год Новоандреевский сельсовет был восстановлен.
Население по переписи 2001 года составило 1480 человек.
К 2014 году сельсовет состоял из 3 сёл:
- Новоандреевка
- Сухоречье
- Харитоновка

С 2014 года на месте сельсовета находится Новоандреевское сельское поселение.